# Villianur
Villianur är en ort i Indien.   Den ligger i distriktet Puducherry och delstaten Puducherry, i den södra delen av landet, 1 900 km söder om huvudstaden New Delhi. Villianur ligger 13 meter över havet och antalet invånare är 104 000.
Terrängen runt Villianur är platt, och sluttar söderut.  Närmaste större samhälle är Pondicherry, 8,3 km öster om Villianur.